# لمپی ایکاوالکو
لِمپی ایکوالکُ (فنلاندی: Lempi Ikävalko؛ ٩ مِی ۱۹۰۱ در Ruskeala، فنلاند− ١٩٩٤ در هلسینکی) بانوی نویسنده، شاعر، بازیگر و پرفرمنس‌آرتیستِ فنلاندی بود. او بیشترِ زندگی بزرگسالی خود را به عنوان روزنامه‌نگار در ایالات متحده گذراند اما به شدت با ریشه‌های خود در کارِلیا ارتباط برقرار کرد - در فنلاندی، کاریالا، منطقه‌ای که مهد اساطیر فنلاندی محسوب می‌شود زیرا کالِوالا، شعر حماسی ملی، از آنجا می‌آمد. (توجه: از زمان جنگ جهانی دوم کارِلیا بین فنلاند و روسیه تقسیم شده‌است)

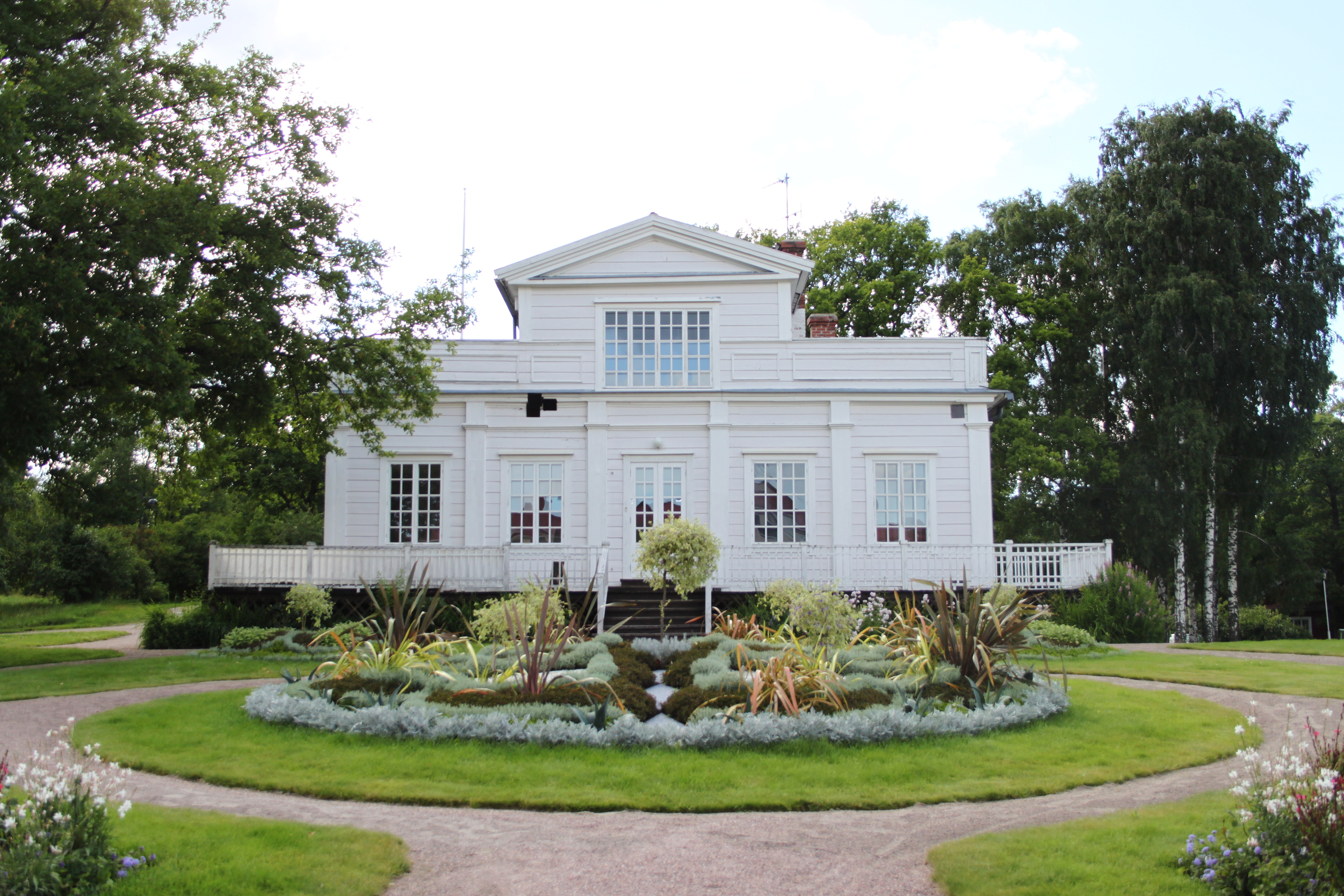
آنالا (ویلا آنبرگ، هلسینکی): محل اقامت لمپی ایکوالکُ در فنلاند، دههٔ ۱۹۵۰